# نساء المتعة (اليابان)

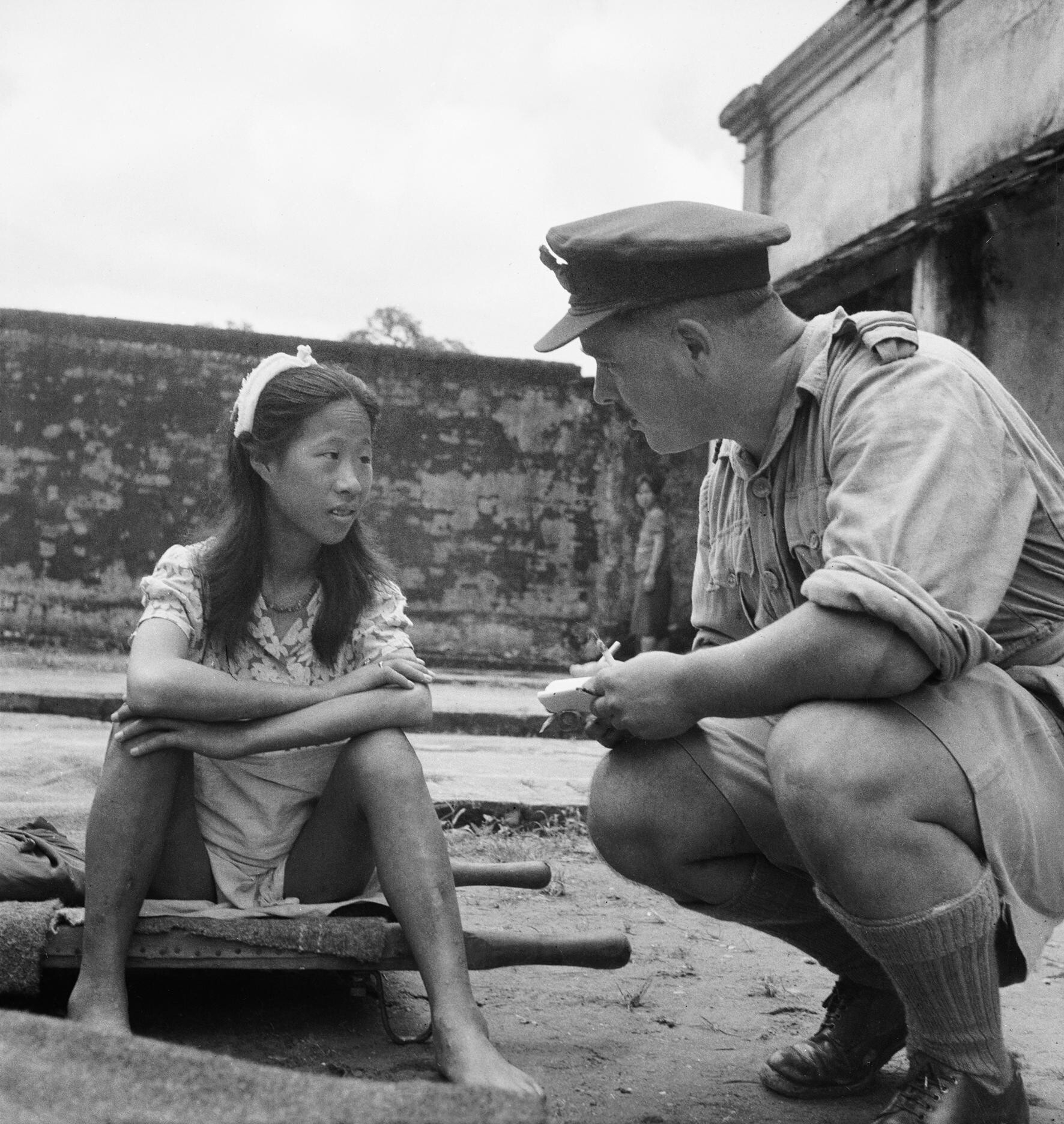
فتاة صينية كانت واحدة من نساء المتعة للجيش الياباني في الحرب العالمية الثانية تم مقابلتها مع ضابط من جيش الحلفاء في 8 اغسطس، 1945 في بورما.

نساء المتعة باليابانية هي إيانفو (慰安婦, ianf) المتعة للعسكرين، هي صيغة تلطيفية للنساء اللواتي عملن لصالح الجيش الياباني في الحرب العالمية الثانية في اليابان، كوريا، الصين، الفلبين وغيرها من البلدان الواقعة تحت الاحتلال الياباني.

## أعداد نساء المتعة
يقدر المؤرخون أعداد نساء المتعة 200000 من النساء الشابات حيث تم توظيفهم لخدمة رغبات الجيش الياباني. ويقول البرفسور هيروفومي هاياشي في جامعة كانتو قاكواين أن معظم نساء المتعة من اليابان، كوريا، الصين وأخريات من الفلبين، تايوان، تايلند، فتنام، سنغافورة وإندونيسيا.

## إنشاء نظام نساء المتعة
مع وجود نظام مرتب للبغاء في اليابان، كان من المنطق ان يبنى نظام لتنظيم عملية البغاء وخدمة قوى الجيش الياباني. السلطات اليابانية كانت تأمل بتقديم خدمات بغاء سهلة وذلك لرفع معنويات وقدرات الجنود اليابانيين.

## موقف الحكومة اليابانية
في عام 1993، قدمت الحكومة اليابانية اعتذار عما يسمى بنساء المتعة وقت الحرب العالمية الثانية.
لكن، في الثاني من مارس عام 2007، رفض رئيس الوزراء اليابانية شينزو آبي ان تكون قوى العسكرية اليابانية قد أجبرت النساء على البغاء لهم في الحرب العالمية الثانية قائلا «في الحقيقة، لايوجد أي دليل يثبت الإجبار على البغاء» لكنه تراجع عن موقفه لاحقاً.

## وصلات خارجية
- طوكيو ترفض الاعتذار عن نساء المتعة، الجزيرة
- غضب كوري لانكار اليابان لاستغلال كوريات جنسيا، البي بي سي العربية
- The U.S. wants to create trouble between Japan, China and Korea Aljazeera 04/07/2007
- Ex-Prostitutes Say South Korea and U.S. Enabled Sex Trade Near Bases New York Times January 8, 2009
- Former sex workers in fight for compensation JoongAng Daily October 30, 2008
- Openly revealing a secret life JoongAng Daily July 31, 2005